# Assa Abloy
Assa Abloy è un gruppo societario industriale svedese con sede a Stoccolma, leader mondiale dei sistemi di serratura. Il gruppo è nato nel 1994 dalla fusione della società svedese Assa AB (staccatasi dalla Securitas AB) e della società finlandese Abloy. 
Il gruppo produce e distribuisce in tutto il mondo serrature, cilindri, prodotti elettromeccanici, porte blindate e serramenti. Assa Abloy è quotato alla Borsa di Stoccolma dal 1994. 
Controlla circa 150 società operanti in 70 paesi e ha acquisito più del 10% del mercato mondiale, tra cui il marchio statunitense Yale. Ha circa 45.994 dipendenti nel mondo, è controllato dall'uomo d'affari e politico svedese Gustaf Douglas, tramite la società  di investimenti Latour, e dalla Melker Schörling AB di Melker Schörling.

## Storia
Il Gruppo ASSA ABLOY è stato fondato nel 1994 in seguito allo scorporo di ASSA AB dall'azienda svedese di sicurezza Securitas AB. Poco tempo dopo, l'azienda ha acquisito il produttore finlandese di serrature ad alta sicurezza Abloy Oy, affiliata della finlandese Wärtsilä. Nello stesso anno, l'azienda è stata quotata alla Borsa di Stoccolma.
Nel 1996 l'acquisizione di Essex consente ad ASSA ABLOY di sbarcare sul mercato USA della sicurezza elettronica. 
Nel 1999 l'acquisizione della tedesca Effeff Fritz Fuss consente ad ASSA ABLOY di entrare nel segmento delle serrature elettromeccaniche e consolidare la propria posizione sul mercato tedesco. In Francia, ASSA ABLOY acquisisce Fichet, produttore di serrature ad alta sicurezza.
Nel 2000 il gruppo acquisisce il produttore internazionale di serrature Yale Intruder Security. ASSA ABLOY acquisisce anche HID, azienda che si occupa di controllo d'accesso con identificazione di prossimità, aggiungendo l'identificazione elettronica alla gamma di prodotti ASSA ABLOY. Sempre nel 2000, la israeliana Mul-T-Lock è entrata a far parte del Gruppo ASSA ABLOY, già leader mondiale nelle soluzioni di accesso. 
Nel 2001 Assa Abloy partecipa alla Volvo Ocean Race.
Nel 2002 raggiunge il secondo posto alla Volvo Ocean Race. Acquisisce Besam, produttore di soluzioni per porte automatiche.
Nel 2003 Carl-Henrik Svanberg lascia la carica di presidente e amministratore delegato, rivestendo la stessa qualifica nell'azienda di telecomunicazioni Ericsson, e viene sostituito da Bo Dankis.
Nel 2005 Bo Dankis lascia la carica di presidente e amministratore delegato e viene sostituito da Johan Molin, ex presidente del gruppo industriale Nilfisk-Advance Nilfisk.
Nel 2006 il gruppo acquisisce Fjargo Electronics. Fjargo sviluppa sistemi per l'emissione sicura di ID card, inclusi stampanti, periferiche e software.
Nel 2007 acquisisce il produttore cinese di serrature ad alta sicurezza Baodean e di iRevo, fornitore coreano di serrature digitali. Nel 2007, il gruppo conta un totale di 17 società.
Nel 2008 in totale, Assa Abloy ha acquisito 18 aziende, tra cui la cinese ShenFei e l'italiana Gardesa, impiegata nella produzione di porte di sicurezza con 200 dipendenti ed un fatturato di 45 milioni di euro.
Nel 2009 acquisisce il gruppo Ditec Spa, altro produttore di soluzioni per porte automatiche, porte sezionali e automazioni cancelli.
Nel 2012 acquisizioni negli USA: 4Front, fornitore di soluzioni per sistemi di attracco; Manufacturing Inc., produttore di telai in alluminio e porte per l'arredamento; Albany Door Systems, soluzioni per porte industriali ad alta velocità. In Cina: Sanhe Metal, produttore di porte antincendio e blindate; Shandong Guoqiang Hardware Technology, prodotti per infissi. In Gran Bretagna: Securistyle Group Holdings Limited e Traka. In Canada: Helton. Lancio di Seos, un sistema ecologico con tecnologia NFC per sostituire le chiavi con i cellulari.
Nel 2013 ASSA ABLOY si attesta al 78º posto nell'elenco delle aziende più innovative al mondo stilato da Forbes. Acquisizioni: Mercor SA in Polonia, produttore di porte antincendio e blindate; Ameristar negli USA, produttore di recinzioni e cancelli ad alta sicurezza; Amarr, produttore di portoni a libro.
Nel 2014 acquisizioni: IdenTrust negli USA, autenticazione digitale; Lumidigm negli USA, riconoscimento biometrico. ASSA ABLOY si attesta al 93º posto nell'elenco delle aziende più innovative al mondo stilato da Forbes.
Nel 2015 acquisizioni: MSL in Svizzera, serrature innovative; Quantum Secure negli USA, riconoscimento; Teamware in Malaysia, serrature e serramenti; L-Door in Belgio, portoni a libro; Flexim in Finlandia, ferramenta per serrature; Prometal Group negli Emirati Arabi Uniti, porte blindate.

## Organizzazione

### Divisioni
Assa Abloy ha cinque divisioni – EMEA, Americas, Asia-Pacific, Global Technologies ed Entrance Systems.
- La divisione EMEA opera in Europa, Medio Oriente e Africa. Esempi di marchi: ABLOY, ASSA, IKON, TESA, Yale e Vachette. La direzione della divisione ha sede a Londra (Gran Bretagna).
- La divisione Americas opera in Nordamerica e Sudamerica. Esempi di marchi: Corbin Russwin, Curries, Emtek, Medeco, Phillips, SARGENT e La Fonte. La direzione della divisione ha sede a New Haven (Connecticut, USA).
- La divisione Asia-Pacific opera in Asia ed Oceania. Esempi di marchi: Lockwood, Guli, Wangli, Baodean, Tianming, Shenfei, Interlock ed iRevo. La direzione della divisione ha sede a Hong Kong (Cina).
- La divisione Global Technologies opera a livello globale. La business unit HID Global produce e distribuisce prodotti elettronici per controllo d'accesso, emissione sicura di card, tecnologie di identificazione. La business unit ASSA ABLOY Hospitality produce, distribuisce e si occupa dell'assistenza di serrature elettroniche e software per hotel e navi da crociera. Esempi di marchi: HID, Fargo, Elsafe e VingCard.
- La divisione Entrance Systems produce, distribuisce e si occupa dell'assistenza di sistemi per porte automatiche. Esempi di marchi: Besam, Crawford, Albany, Megadoor, EntreMatic e Ditec. La direzione della divisione ha sede a Landskrona (Svezia).

### Amministratori delegati
Amministratori delegati e presidenti del gruppo ASSA ABLOY nella storia: 1994–2003 Carl-Henric Svanberg, 2003–2005 Bo Dankis, 2005– Johan Molin.

## Marchi
Attualmente di proprietà
- Abloy (name giver)
- ASSA (name giver)
- August Home
- Besam
- Chubb
- Emtek Products, Inc
- Gardesa
- HID
- Medeco
- Mul-T-Lock
- Traka
- Valli&Valli
- VingCard Elsafe
- Yale [2]

## Concorrenza
ASSA ABLOY ha cinque concorrenti principali: Ingersoll-Rand (USA), Stanley Black & Decker (USA), Dorma (Germania), Kaba (Svizzera) e Hörmann (Germania). Sono tutti marchi forti nei rispettivi mercati locali e sono presenti a livello internazionale. In Asia ci sono numerosi concorrenti minori, ma nessuno vanta una posizione leader singolarmente.

## Collaborazione con politecnici e università
L'azienda è fra i membri del programma di partnership della Handelshögskolan, l'università di economia di Stoccolma, rivolto alle aziende che forniscono un sostegno economico e offrono una stretta collaborazione nell'ambito di ricerca e sviluppo. Dal 2015, ASSA ABLOY è partner di KTH Things, uno Startup Hub per aziende nell'ambito di Internet.

## Riconoscimenti
ASSA ABLOY è stata inserita da Forbes nell'elenco delle 100 aziende più innovative al mondo. Nel 2013 si attesta al 78º posto, mentre nel 2014 è al 93°.